# Karljonstjärnen
Karljonstjärnen är en sjö i Storumans kommun i Lappland och ingår i Umeälvens huvudavrinningsområde. Sjön har en area på 0,116 kvadratkilometer och ligger 525,2 meter över havet.

## Delavrinningsområde
Karljonstjärnen ingår i det delavrinningsområde (726125-153924) som SMHI kallar för Mynnar i 725975-153831. Medelhöjden är 535 meter över havet och ytan är 3,48 kvadratkilometer. Det finns inga avrinningsområden uppströms utan avrinningsområdet är högsta punkten. Vattendraget som avvattnar avrinningsområdet har biflödesordning 4, vilket innebär att vattnet flödar genom totalt 4 vattendrag innan det når havet efter 319 kilometer. Avrinningsområdet består mestadels av skog (55 procent) och sankmarker (39 procent). Avrinningsområdet har 0,19 kvadratkilometer vattenytor vilket ger det en sjöprocent på 5,5 procent.